# Neocompsa fulgens
Neocompsa fulgens là một loài bọ cánh cứng trong họ Cerambycidae.